# Jocquestus harrisi
Espèce
Jocquestus harrisi est une espèce d'araignées aranéomorphes de la famille des Trachelidae.

## Distribution
Cette espèce est endémique du Limpopo en Afrique du Sud,. Elle se rencontre vers Westphalia.

## Description
La femelle holotype mesure 3,28 mm.

## Étymologie
Cette espèce est nommée en l'honneur de Rupert Harris.

## Publication originale
- Lyle & Haddad, 2018 : Jocquestus, a new genus of trachelid sac spiders from the Afrotropical Region (Arachnida: Araneae). Zootaxa, no 4471(2), p. 309-333.